# Jupiter Island
Pour la ville située dans le même État, voir Jupiter (Floride).
Ne doit pas être confondu avec Île Jupiter.
La ville américaine de Jupiter Island est située dans le comté de Martin, dans l’État de Floride. Lors du recensement de 2010, sa population s’élevait à 817 habitants. La ville se trouve sur l’île barrière du même nom.

## Démographie
| 1960 | 1970 | 1980 | 1990 | 2000 | 2010 |
| ---- | ---- | ---- | ---- | ---- | ---- |
| 114  | 295  | 364  | 549  | 620  | 817  |

## Source
- (en) Cet article est partiellement ou en totalité issu de l’article de Wikipédia en anglais intitulé « Jupiter Island, Florida » (voir la liste des auteurs).